# Lola T97/30
O T97/30 é o modelo da MasterCard Lola da temporada de 1997 da Fórmula 1. Foi guiado por Vincenzo Sospiri e Ricardo Rosset apenas no GP da Austrália, onde ambos não obtiveram a classificação para o grid de largada.

## Resultados[1]
(legenda)
| Ano  | Chassi | Motor               | Pneus | N° | Pilotos          | 1   | 2   | 3   | 4   | 5   | 6   | 7   | 8   | 9   | 10  | 11  | 12  | 13  | 14  | 15  | 16  | 17  | Pontos | Posição |  |
| ---- | ------ | ------------------- | ----- | -- | ---------------- | --- | --- | --- | --- | --- | --- | --- | --- | --- | --- | --- | --- | --- | --- | --- | --- | --- | ------ | ------- |  |
|      |        |                     |       |    |                  |     |     |     |     |     |     |     |     |     |     |     |     |     |     |     |     |     |        |         |  |
|      |        |                     |       |    |                  | AUS | BRA | ARG | SMR | MON | ESP | CAN | FRA | GBR | GER | HUN | BEL | ITA | AUT | LUX | JPN | EUR |        |         |  |
| 1997 | T97/30 | Ford ECA Zetec-R V8 | B     | 24 | Vincenzo Sospiri | NQ  |     |     |     |     |     |     |     |     |     |     |     |     |     |     |     |     | -      | -       |  |
| 1997 | T97/30 | Ford ECA Zetec-R V8 | B     | 25 | Ricardo Rosset   | NQ  |     |     |     |     |     |     |     |     |     |     |     |     |     |     |     |     | -      | -       |  |